# Lorraine 40 t
 (mai 2016).
Si vous disposez d'ouvrages ou d'articles de référence ou si vous connaissez des sites web de qualité traitant du thème abordé ici, merci de compléter l'article en donnant les références utiles à sa vérifiabilité et en les liant à la section « Notes et références ».
Le char Lorraine 40 tonnes est un char moyen expérimental développé par Lorraine-Dietrich pour le compte du gouvernement Français en 1952. Il est équipé d'une tourelle oscillante (similaire à celle de l'AMX 50 100) portant un canon de 100 mm.

## Histoire
Le projet aboutit en 1952 par la construction de plusieurs prototypes. le char pèse environ 40 tonnes, et est équipé d'une tourelle oscillante avec canon de 100 mm modèle SA47, pouvant approvisionner 50 coups. L'équipage est constitué de 4 personnes. La  motorisation est assurée par un groupe motopropulseur Maybach 12 cylindres de 850 ch d'origine allemande, permettant une vitesse maximale de 60 km/h. Le train de roulement se compose de 10 roues pneumatiques indépendantes (système Veil-Picard) et de chenilles en acier.
Le prototype est testé en 1953 et 1954, mais le projet est ensuite abandonné.